# 春山町 (鹿児島市)
春山町（はるやまちょう）は、鹿児島県鹿児島市の町。旧薩摩国日置郡伊集院郷春山村、日置郡上伊集院村大字春山、日置郡松元町大字春山。郵便番号は899-2704。人口は5,641人、世帯数は2,196世帯（2020年4月1日現在）。
鹿児島市の西部に位置しており、鹿児島市街地のベッドタウンとして宅地開発が進み人口が著しく増加している。松元地域の区域からなる「松元都市計画区域」の副都心核に位置づけられている。

## 地理
鹿児島市の西部、永田川上流域に位置する。町域の北方には鹿児島市石谷町、北方から東方にかけては鹿児島市上谷口町、東方には鹿児島市四元町、平田町、南方には日置市吹上町与倉、南方から西方にかけては鹿児島市中山町、西方には鹿児島市五ケ別府町がそれぞれ接している。
また、町域の多くが台地上に形成されているが、南部は山地となっており、集落は主に北部の台地上に多くある。松元町の中心地である上谷口町、石谷町や鹿児島市街方面へは急勾配の坂となっている。また、高地の為気温が寒冷で、茶の栽培が盛んである。現在は、鹿児島市内のベッドタウンとして宅地造成が進んでおり、耕作面積が以前より減少している。
町域のほぼ中央部を鹿児島県道35号永吉入佐鹿児島線が東西に通り、北部を鹿児島県道210号小山田谷山線が南北に通っており、両県道は春山交差点で交差し、交差点より鹿児島市街方向は県道35号と県道210号の重複区間となっている。
春山交差点の南東端にはかつての鹿児島県茶業試験場跡地に建設された都市農村交流センターお茶の里があり、農産物直売所や公園が設置されている。
また、北端部に鹿児島県道24号鹿児島東市来線が通っている。南端部では鹿児島県道291号松元川辺線が南北に通っており、平田町から伊作峠へ接続している。
春山町には桟敷原（さしきばる）、上床 （うわとこ）、平和団地（へいわだんち）、馬場（ばば）、寺脇（てらわき）、上伊集院（かみいじゅういん）の6自治公民館がある。
地内の上床からは縄文前期の押文型土器や石斧、石皿が出土している。また、桟敷原の大地からは弥生土器、磨製石斧が出土している。

### 河川
- 永田川
  - 森園川（永田川の支流）

## 歴史

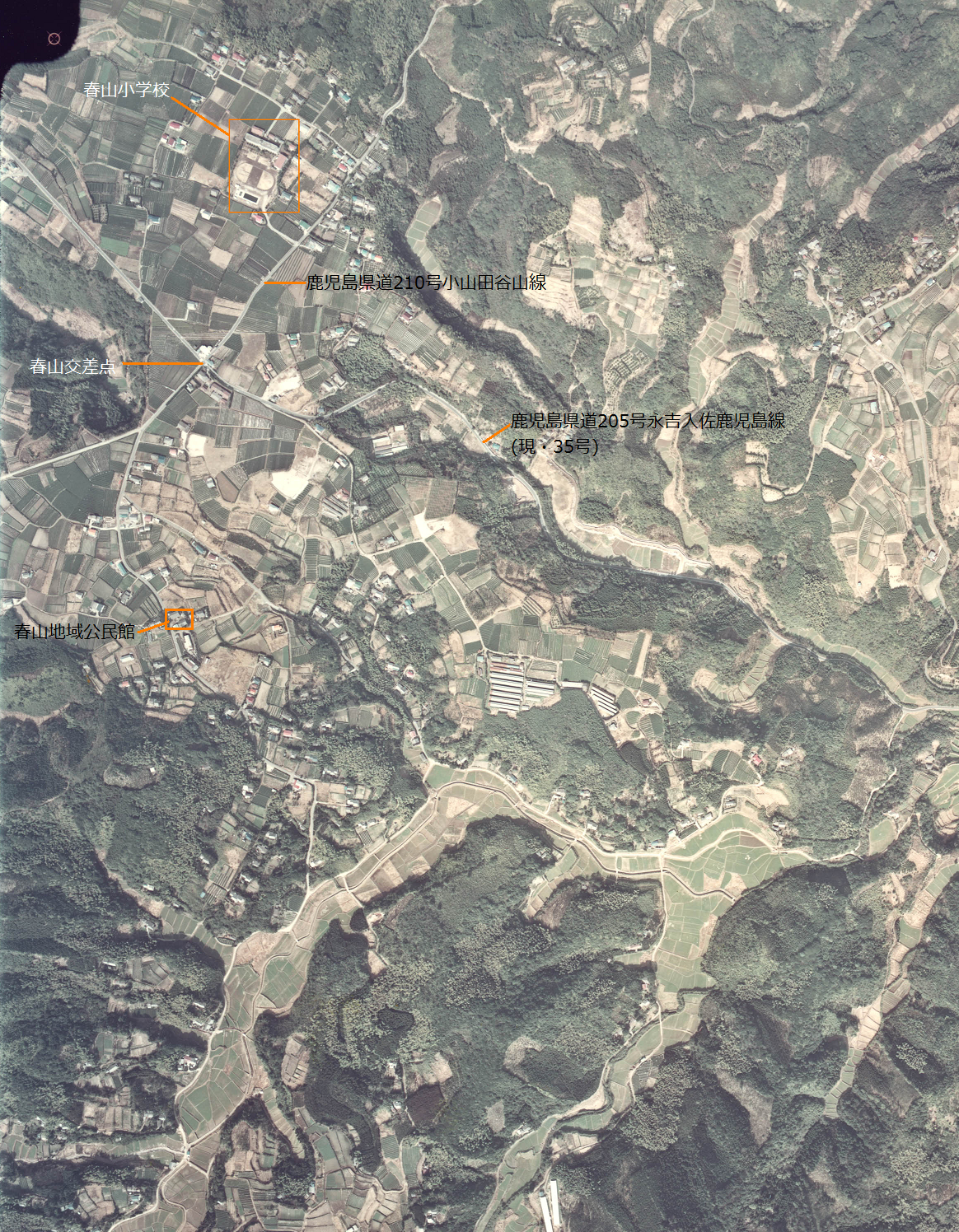
昭和40年頃の春山町付近。

### 春山の成立
春山という地名は戦国時代より見え、薩摩国伊集院のうちであった。地内には南北朝期に南朝方別所氏の居城となっていた春山城や御仮屋が所在していたとされる。

### 江戸期の春山
江戸時代には薩摩国日置郡伊集院郷（外城）のうちの春山村となり村内は上床、桟敷原、馬場、寺脇、森園などの字にこの頃から分かれていることが分かっている。村高は寛文4年の「郡村高辻帳」及び「天保郷帳」ともに253石余、「旧高旧領取調帳」には507石余とある。
幕末にかけて藩内では郷士数が激増し、貧窮の武士は中宿と称して家計の立て直しを図りに鹿児島城下などの麓から当地に疎開して開墾に従事していたとされる。また、桟敷原一帯は薩摩藩内屈指の軍馬育成地であり、付近を春山野牧と称して、年間3,000頭余りの馬を藩外に移出していた。南部には春山狩倉と呼ばれる藩庁直営の山林地域で、山奉行がおかれるなど大規模なものであった。しかし、宝永6年までに春山野牧は曽於郡に移転している。

### 町村制施行以後
1889年（明治22年）に町村制が施行されたのに伴い、伊集院郷の南部にあたる上谷口村、石谷村、春山村、福山村、直木村、入佐村の区域より上伊集院村が成立した。それまでの春山村の区域は上伊集院村の大字「春山」となった。1960年（昭和35年）4月1日には上伊集院村が改称し松元村となり、同時に松元村が町制施行し松元町となった。
2004年（平成16年）2月に上谷口のうち境迫の全域及び新竿の一部を春山に編入された。
また、同年11月1日に松元町が日置郡郡山町、鹿児島郡吉田町、桜島町、揖宿郡喜入町と共に鹿児島市に編入された。合併に際して設置された法定合併協議会である鹿児島地区合併協議会における協議によって、松元町の区域の大字については「字の区域を廃止し、当該廃止された字の区域に相当する区域により新たに町の区域を設定し、その名称については表示案に基づき、各町の意向を尊重し合併までに調整するものとする」と協定された。
前述の協定に基づいて、合併前の10月26日に鹿児島県の告示である「 町の区域の設定及び字の廃止」が鹿児島県公報に掲載された。この告示の規定に基づき、それまでの大字春山は廃止され、大字春山の全域を以て新たに鹿児島市の町「春山町」が設置された。

### 町・字域の変遷
| 変更後                 | 変更年                | 変更前                                         |
| ---------------------- | --------------------- | ---------------------------------------------- |
| 松元町大字春山（編入） | 2004年（平成16年）2月 | 松元町大字上谷口字境迫（全域）、字新竿（一部） |

## 人口の変遷
以下の表は角川日本地名大辞典に記載のある人口及び、国勢調査による小地域集計が開始された1995年以降の人口の推移である。年を増すごとに人口が増加している傾向にある。
「鹿児島市史」によれば、2010年（平成22年）の人口は上荒田町、鴨池新町、川上町と並んで5千人台であり、2004年（平成16年）に鹿児島市に編入された5町の区域の町丁の人口としては首位にある。
| 年                 | 人口  |
| ------------------ | ----- |
| 1960年（昭和35年） | 1,063 |
| 1970年（昭和45年） | 864   |
| 1995年（平成7年）  | 2,970 |
| 2000年（平成12年） | 3,824 |
| 2005年（平成17年） | 4,189 |
| 2010年（平成22年） | 4,788 |
| 2015年（平成27年） | 5,104 |

## 施設

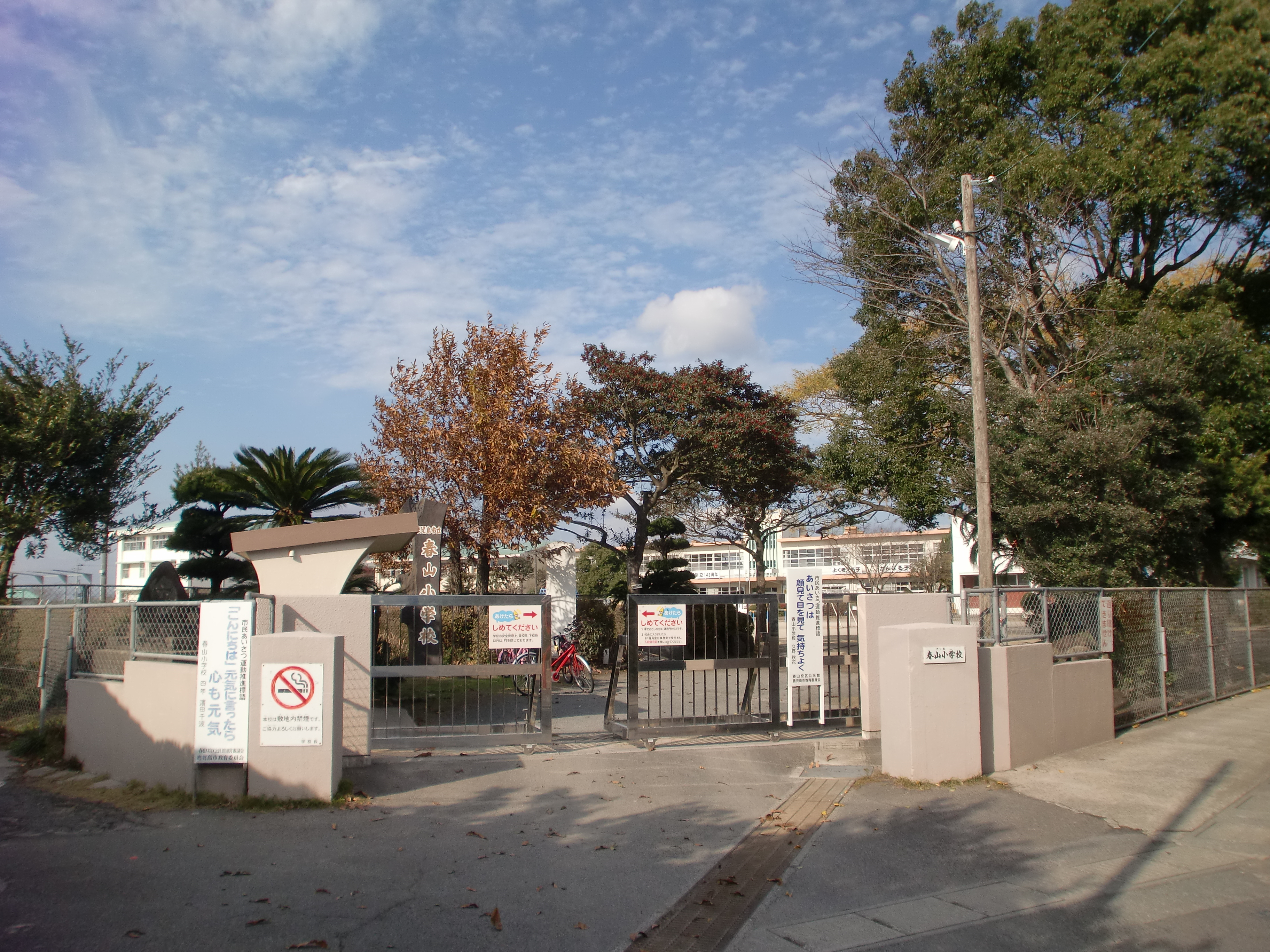
鹿児島市立春山小学校

### 公共
- 鹿児島西警察署松元交番[25]
2015年（平成27年）に松元駐在所（上谷口町）、犬迫駐在所（犬迫町）と松元南駐在所を統合し松元交番として設置された[26]。
- 都市農村交流センターお茶の里（2015年（平成27年）開業[27]）
- 春山地域公民館

### 教育
- 鹿児島市立春山小学校[28]
- たけのこ保育園
- はるやま森の保育園

### 郵便局
- 鹿児島春山簡易郵便局[29]

### 寺社
- 彦山神社

## 文化財

### 市指定文化財
- 森園の田の神
寛保3年（1743年）に建立されたとされる田の神であり、松元地域にある他の田の神とは異なり神舞姿をしているのが特徴である。旧松元町により有形民俗文化財に指定され、現在は鹿児島市の有形民俗文化財（民俗資料）に指定されている[30]。

### 未指定文化財
- 岩屋観音像
南部にある寛延4年（1751年）に創建されたとされる不動明王と観音像で、巨石が重なり合った自然洞窟内にある[31]。

## 小・中学校の学区
市立小・中学校に通う場合、学区（校区）は以下の通りとなる。
| 町丁   | 番・番地 | 小学校               | 中学校               |
| ------ | --- | -------------------- | -------------------- |
| 春山町 | 一部を除く全域 | 鹿児島市立春山小学校 | 鹿児島市立松元中学校 |
| 春山町 | 1585番地の一部、1596番地の一部 1997番地の一部、1598番地の一部、 1599番地の一部、1600番地の一部、 1602番地の一部1641番地13、1659番地2 | 鹿児島市立松元小学校 | 鹿児島市立松元中学校 |

## 交通

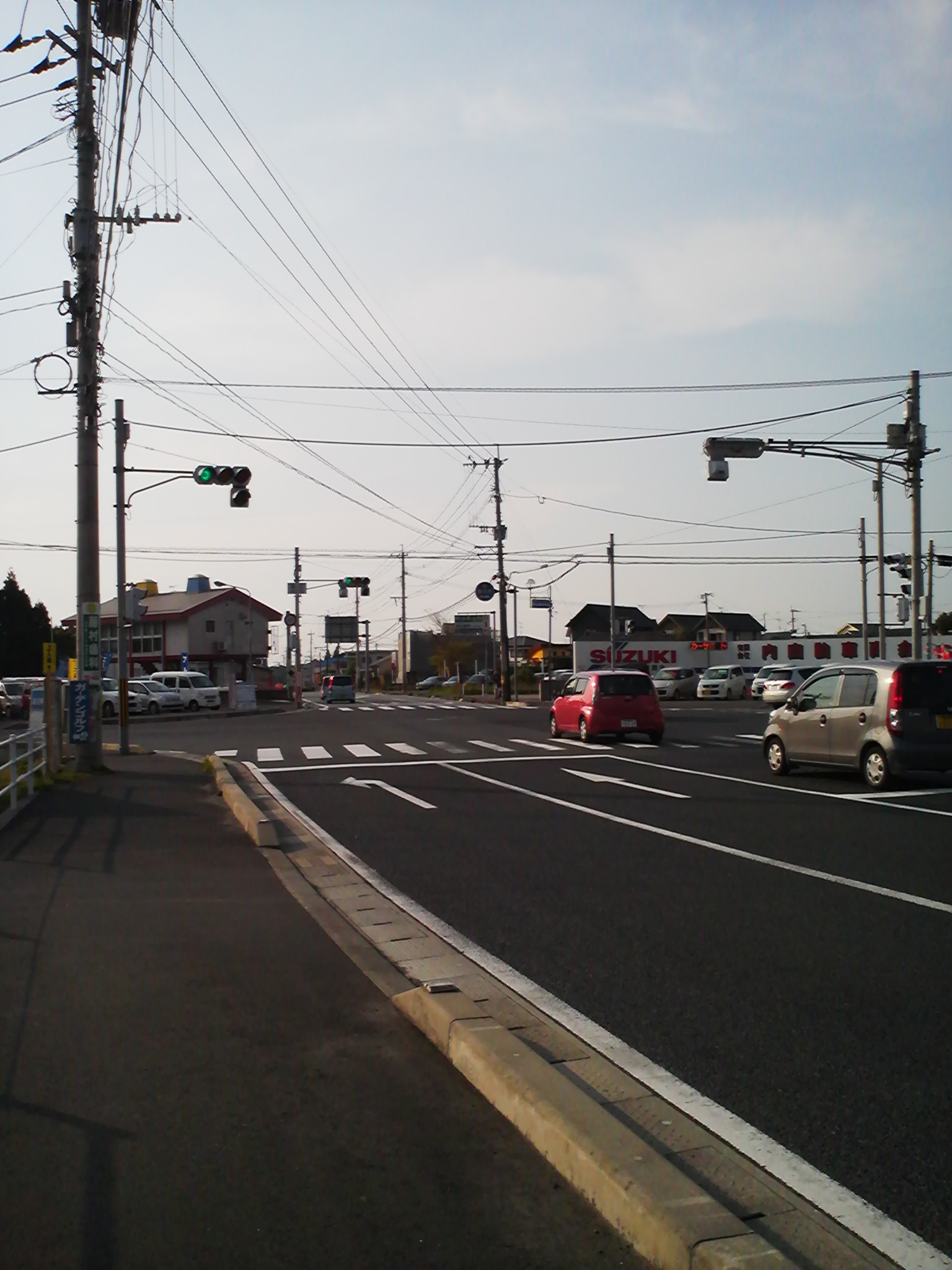
鹿児島市街から春山交差点を望む。

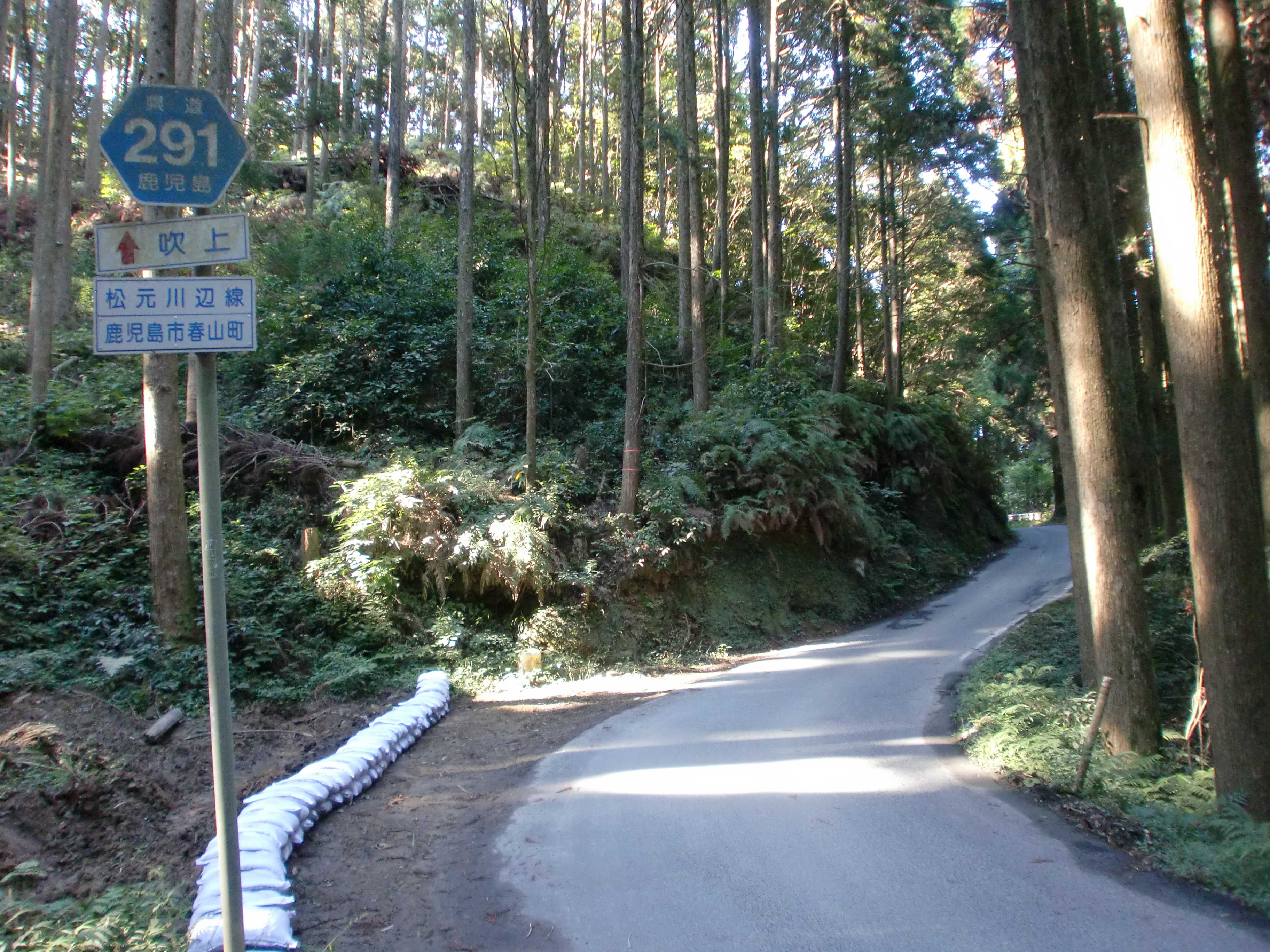
春山町南部を通る県道291号松元川辺線

### 鉄道
町域内には鉄道駅が存在しないが、春山町の中央にある春山交差点付近からは、町域の北端に隣接する鹿児島本線上伊集院駅（上谷口町に所在）が最寄り駅となる。
また、春山町の南端部の伊作峠に隣接する区域では指宿枕崎線慈眼寺駅が最寄り駅となる。

### 道路
高速道路
町域内には高速道路・有料道路は通っていない。南九州自動車道松元ICと指宿スカイライン山田ICは春山交差点からはほぼ同距離である。
県道
- 鹿児島県道24号鹿児島東市来線
鹿児島市から日置市東市来地域までを結ぶ主要地方道。町域の北端を通り、春山口交差点を中心に北方向は鹿児島市街方面、西方向は伊集院方面へ通じている。
- 鹿児島県道35号永吉入佐鹿児島線
日置市吹上町永吉から鹿児島市までを結ぶ主要地方道。町域の中央を東西に通り、松元市街方面と谷山・鹿児島市街方面を結ぶ。
- 鹿児島県道210号小山田谷山線
鹿児島市小山田町から鹿児島市谷山地域までを結ぶ一般県道。町域の中央を春山口交差点から春山交差点までを南北に通り、小山田方面と谷山方面を結ぶ。石谷町の仁田尾北交差点から春山口交差点までは県道24号、春山交差点から山田町の山田交差点まで県道35号に重複する。
- 鹿児島県道291号松元川辺線
松元市街から南九州市川辺地域までを結ぶ一般県道。町域の南端部を南北に通り、平田町から伊作峠に通じる。春山町の区域の県道291号は全線隘路となっているため4t車以上の通行が禁止されている。

広域農道
- 日置広域農道

### バス
路線バス
- 鹿児島交通
  - （39 春山東～イオン鹿児島SC）春山東 - 春山 - 北之迫 - 春山口

コミュニティーバス
- 鹿児島市コミュニティバス「あいばす」（南国交通に委託）